# هوبير جيمس كارترايت
هوبير جيمس كارترايت (بالإنجليزية: Hubert James Cartwright)‏ هو قسيس أمريكي، ولد في 22 أغسطس 1900، وتوفي في 6 مارس 1958.